# Министерство обороны и национальной безопасности Сьерра-Леоне
Министерство обороны и национальной безопасности Сьерра-Леоне отвечает за контроль Вооруженных сил Сьерра-Леоне, территориальную безопасность международной границы и защиту национальных интересов Сьерра-Леоне.
Министр обороны
Министерство возглавляет Министерство обороны и национальной безопасности, который назначается президентом Сьерра-Леоне и удтверждается Парламентом Сьерра-Леоне. Нынешний министр обороны и национальной безопасности - отставной генерал-майор Альфред Паоло Конте, который был назначен президентом Эрнест Бай Корома в октябре 2007 года.

## Миссия
Миссия Министерства заключается в разработке, реализации, мониторинге и оценке стратегической оборонной политики для вооруженных сил Республики Сьерра-Леоне, которая являлась бы эффективной и работала в рамках демократического управления.